# Мещеряков, Юрий Иванович
Юрий Иванович Мещеряков — российский учёный в области физики разрушения, доктор физико-математических наук, профессор, заслуженный деятель науки РФ (2000).
Родился 19 сентября 1938 года.
С 1986 года, со дня основания Института проблем машиноведения АН СССР (РАН) — заведующий лабораторией физики разрушения (по настоящее время) (2016).
Создатель и руководитель научной школы физико-механических свойств материалов при импульсивных воздействиях.
Автор более 300 научных работ, в том числе монографий и изобретений.
Сочинения:
- Многомасштабные ударно-волновые процессы в твердых телах [Текст] / Ю. И. Мещеряков. — Санкт-Петербург : Нестор-История, 2018. — 476 с. : ил., табл.; 24 см; ISBN 978-5-4469-1307-7 : 100 экз.